# Soziale Herkunft
Die soziale Herkunft oder Abkunft ist ein soziokulturelles Erbe, insbesondere von bestimmten Ressourcen und Wertesystemen. Sie wird von der Schicht bzw. Klasse bestimmt, in die man hineingeboren wurde.
Nach Pierre Bourdieu bestimmt die soziale Herkunft in der Kindheit die Verinnerlichung der dem Milieu eigentümlichen Möglichkeiten und Beschränkungen, Vorlieben und Abneigungen – er nennt diese Prägung den Habitus.

## Klassifizierungen von sozialer Herkunft
Soziale Herkunft lässt sich auf der individuellen Ebene relativ leicht ermitteln. Soll sie jedoch erhoben werden für spezifische Gruppen, um Ressourcenverteilungen in Abhängigkeit von der sozialen Herkunft zu verstehen, beispielsweise die Verteilung von Bildungsarmut oder Bildungsbenachteiligungen, müssen die sozialen Herkunftsgruppen klassifiziert werden. In der Soziologie wurden verschiedene Klassifizierungssysteme entwickelt.

### Klassifizierungssysteme für die bundesdeutsche Gesellschaft

#### Arbeiterkinder versus Bürgerkinder / Beamtenkinder / Akademikerkinder
Die häufigste Unterscheidung nach der sozialen Herkunft ist die binäre, bei der auf der einen Seite das Arbeiterkind (in älteren Texten auch das proletarische Kind) und auf der anderen Seite das bürgerliche, Beamten- oder das Akademiker-Kind steht. Auch heute noch werden (vor allem in der Qualitativen Sozialforschung) diese Gegenüberstellungen in Studien benutzt. Zumeist bezieht sich die Differenz dann auf einen Unterschied in der Sozialversicherungsklasse der Eltern oder auf den höchsten Bildungsabschluss der Eltern.

#### Einkommen
Hier können willkürlich Grenzen gezogen werden bei dem Einkommen der Eltern oder es wird die Grenze gezogen bei der relativen Armutsgrenze, die in den EU-Staaten bei 50 % bis 60 % des Durchschnittseinkommens des jeweiligen Landes liegt. In Deutschland hat diese Armutsgrenze leicht über den 50 % ihren Sinn darin, dass damit auch Hartz-IV-Empfänger als arm erfasst werden können.
Mit einer Differenzierung nach Einkommen arbeitet beispielsweise die AWO-Studie der Arbeiterwohlfahrt.

#### Bildungstitel
Eine weitere Unterscheidung findet über Bildungszertifikate statt. Auch hier findet der Begriff der Armut Verwendung, um Bildungsarme (kein Sekundarstufe-II-Abschluss) von Bildungsreichen (Hochschulabschluss) zu unterschieden. Umgangssprachlich wird auch von bildungsnahen beziehungsweise bildungsfernen Schichten gesprochen. In der Bildungssoziologie werden häufig Extremgruppenvergleiche herangezogen (die Ärmsten mit den Reichsten), um die Schere zu verdeutlichen.

#### Sozialversicherungsrechtliche Kategorien
Unter den Sozialversicherungsrechtlichen Kategorien versteht man in der Bundesrepublik Deutschland die Aufteilung der Berufe in:
- Arbeiter
- Angestellte
- Beamte
- Selbstständige

Diese Benennung dieser Klassifizierung hatte ihren Sinn, als Arbeiter in eine Betriebskrankenkasse, Innungskrankenkasse oder Ortskrankenkasse eingewiesen wurden, Angestellte in eine Ersatzkasse eintreten konnten, Selbstständige sich privat versichern mussten, während Beamte der Fürsorgepflicht des Staates unterlagen (und weiterhin unterliegen). Zudem waren Angestellte Mitglieder der Bundesversicherungsanstalt für Angestellte, während Arbeiter bei den Landesversicherungsanstalten rentenversichert waren. Die Trennung zwischen Arbeiter und Angestellten wurde aufgehoben.
Die Klassifizierung hat dennoch einen Sinn behalten, der in der unterschiedlichen Verdienststruktur bedingt ist. Arbeiter erhalten Lohn, Angestellte eine Vergütung und Beamte eine Besoldung. Diese Unterscheidung ist nicht nur formal, sondern hat Konsequenzen für die Lebenssicherheit. Löhne schwanken, vor allem wenn sie als Akkordlöhne gezahlt werden, während Vergütung und Besoldung monatlich in der Regel gleich bleiben. Im englischsprachigen Raum wird diese Unterscheidung durch eine traditionelle Kleidung unterstrichen: blue-collar (blaue Kittel) für Arbeiter und white collar (weiße Kittel) für Angestellte. Von der Tätigkeit ist hier die Unterscheidung zwischen Handarbeit und Kopfarbeit zu nennen.

### Auf Kapitalsorten beruhende Klassifikationen
Die folgenden Klassifikationen basieren vor allem auf den von Pierre Bourdieu und James Samuel Coleman eingeführten Kapitalsorten Kulturelles Kapital, Soziales Kapital, Ökonomisches Kapital.

#### Der ökonomisch-sozial-kulturelle Status ESC-Status
Der ökonomische, soziale und kulturelle Status (economic-social-cultural status – ESCS) berechnet sich aus der sozioökonomischen Stellung der Familie, dem erreichten Ausbildungsniveau der Eltern und dem häuslichen Besitz. Als Indikatoren für das kulturelle Kapital der Familien werden die nationale Herkunft und die Dauer im Aufenthaltsland erfasst, sowie die Sprache, die im Familienalltag gesprochen wird. Ein anderer Indikator für das kulturelle Kapital der Familie ist das so genannte Humankapital der Eltern, d. h. deren Schulbildung und Berufsausbildung.
Als weiterer Indikator ist die kulturelle Praxis der Familie zu nennen. Die kulturelle Praxis beinhaltet Theater- oder Museumsbesuche, den Besitz von Kulturgütern, das kulturelle Leben innerhalb der Familie und auch den Besitz von z. B. Taschenrechnern, Lexika oder sonstiger Bücher. Kinder und Jugendliche verfügen über soziales Kapital, wenn sie in einem Netzwerk sozialer Beziehungen aufwachsen/-wuchsen, welches sie dabei unterstützt sozial anerkannte Ziele, Werte und Einstellungen zu übernehmen. Dieses soziale Kapital wird hauptsächlich in der Familie, der Verwandtschaft, der Nachbarschaft, in religiösen und ethnischen Gruppen, Vereinen, Parteien und Betrieben gebildet. Soziales Kapital spielt eine bedeutsame Rolle bei der Bildung von Humankapital. Als Indikatoren für das soziale Kapital der Familie werden Struktur und Größe der Familie (d. h. Personenzahl, Anzahl der Geschwister u. a.), der Erwerbstätigkeitsstatus der Eltern und verschiedene Aspekte der Eltern-Kind-Beziehung (unter anderem der Erziehungsstil oder die Unterstützung und Hilfe bei Problemen, Schulaufgaben u. a.) erfasst.

#### Soziale Herkunftsgruppen
Das Hochschul-Informations-System (HIS) arbeitet seit 1982 mit dem Konstrukt der sozialen Herkunftsgruppen. Es hat damit einen Grobindikator für Sozialerhebungen geschaffen, welcher Zusammenhänge zwischen ökonomischer Situation und Bildungstradition im Elternhaus und studentischen Verhaltens sichtbar macht. Die Sozialerhebung arbeitet mit vier Herkunftsgruppen (niedrige, mittlere, gehobene, höchste), die sich aus dem Prestige, der Entscheidungsautonomie und der Einkommenshöhe des Berufs der Eltern sowie dem höchsten Bildungsabschluss der Eltern ergeben. Wer aus der sozialen Herkunftsgruppe „Hoch“ kommt, dessen Vater oder Mutter ist beispielsweise Beamter des höheren Dienstes und hat einen Hochschulabschluss. Umgekehrt gehört jemand zur Herkunftsgruppe „Niedrig“, wenn die Eltern etwa keinen Hochschulabschluss haben und un- oder angelernte Arbeiter sind.

Dass diese Herkunftsgruppen stark abhängig sind von gesellschaftlichen Entwicklungen, zeigt die Sozialerhebung des Deutschen Studentenwerkes von 2007, welche von der HIS erarbeitet wurde. So wurden im Bildungstrichter, der anzeigt, wie viele Grundschüler aus einer Herkunftsgruppe studieren, nicht mehr Schüler verschiedener „sozialer Herkunftsgruppen“ gegenübergestellt, sondern nur Akademikerkinder und Nichtakademikerkinder. Die Unterscheidung zwischen diesen beiden Gruppen sei so stark angestiegen, dass der Hochschulabschluss der Eltern das entscheidende Kriterium für die Chance zu studieren geworden sei.

## Diskriminierung aufgrund von sozialer Herkunft

### Europäische Union
Im sogenannten „Grünbuch“ der Europäischen Union Gleichstellung sowie Bekämpfung von Diskriminierungen in einer erweiterten Europäischen Union wird diskutiert, ob soziale Herkunft als Diskriminierungsmerkmal eingeführt werden soll. Hierbei wird auf den Art. 21 der Charta der Grundrechte der EU verwiesen, in dem soziale Herkunft einem Diskriminierungsverbot bereits unterliege. Die Grundsätze der Charta sollten dazu dienen, die Politikentwicklung in der EU und die Umsetzung der entsprechenden Strategien durch nationale Behörden zu lenken. Bereits jetzt sei die Charta zu einem bedeutsamen Bezugstext für den Gerichtshof der Europäischen Gemeinschaften (EuGH) bei seiner Auslegung des Gemeinschaftsrechts geworden.

### Deutschland
Das Grundgesetz weist im Art. 3 Abs. 3 GG ausdrücklich darauf hin, dass niemand aufgrund seiner Herkunft benachteiligt werden darf. Das Bundesverfassungsgericht stellt fest, dass mit Herkunft nicht die geographische oder ethnische Herkunft gemeint ist (diese Arten der Herkunft werden in Art. 3 GG mit dem Begriff „Heimat“ bezeichnet), sondern die soziale Herkunft.
Im Allgemeinen Gleichbehandlungsgesetz ist die soziale Herkunft nicht explizit als zu vermeidender Diskriminierungsgrund genannt, obschon soziale Herkunft neben anderen Gruppenmerkmalen wie Geschlecht und Alter ursprünglich in den europäischen Entwürfen enthalten war.
Unabhängig von den juristischen Aussagen zum Verbot von Diskriminierung aufgrund der sozialen Herkunft legen zahlreiche Schulleistungsstudien nahe, dass diese in Form der Bildungsbenachteiligung stattfindet. Dies wurde auch vom Bundesministerium für Bildung und Forschung eingeräumt und vom ehemaligen Bundespräsidenten Horst Köhler in einer Rede zum Thema Bildung für Alle als „beschämend“ gebrandmarkt.
Die soziale Herkunft entscheidet auch über die soziale Mobilität. Laut einem Beitrag von France 24 aus 2018 ist es eine "Sackgasse" in Deutschland in Armut aufzuwachsen. In höchstens 16 % der Haushalte schaffen es Kinder sich aus der Armut ihres Elternhauses zu befreien.